# Conactia reclinata
Conactia reclinata är en tvåvingeart som beskrevs av Townsend 1927. Conactia reclinata ingår i släktet Conactia och familjen parasitflugor. Inga underarter finns listade i Catalogue of Life.